# 1981-es wimbledoni teniszbajnokság
Az 1981-es wimbledoni teniszbajnokság az év harmadik Grand Slam-tornája, a wimbledoni teniszbajnokság 95. kiadása volt, amelyet június 22–július 4. között rendeztek meg. A férfiaknál John McEnroe, nőknél Chris Evert-Lloyd nyert.

## Döntők

### Férfi egyes
John McEnroe –  Björn Borg, 4–6, 7–6, 7–6, 6–4

### Női egyes
Chris Evert –  Hana Mandlíková, 6–2, 6–2

### Férfi páros
Peter Fleming /  John McEnroe –  Robert Lutz /  Stan Smith, 6–4, 6–4, 6–4

### Női páros
Martina Navratilova /  Pam Shriver –  Kathy Jordan /  Anne Smith, 6–3, 7–6 (8–6)

### Vegyes páros
Frew McMillan /  Betty Stöve –  John Austin /  Tracy Austin, 4–6, 7–6 (7–2), 6–3

## Juniorok

### Fiú egyéni
Matt Anger –  Pat Cash 7–6(3), 7–5

### Lány egyéni
Zina Garrison –  Rene Uys 6–4, 3–6, 6–0
A junior fiúk és lányok páros versenyét 1982-től kezdődően rendezték meg.